# بوسانسکا کروپا
بوسانسکا کروپا (به لاتین: Bosanska Krupa) یک منطقهٔ مسکونی در بوسنی و هرزگوین است که در استان اونا-سانا واقع شده‌است. بوسانسکا کروپا ۲۹٬۶۵۹ نفر جمعیت دارد.

## نگارخانه

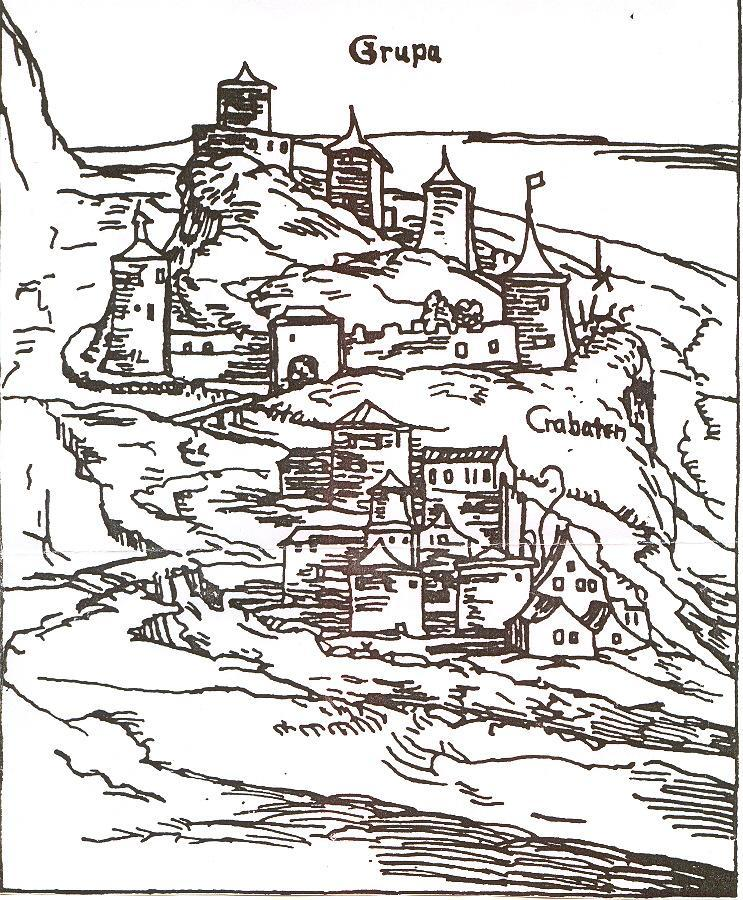
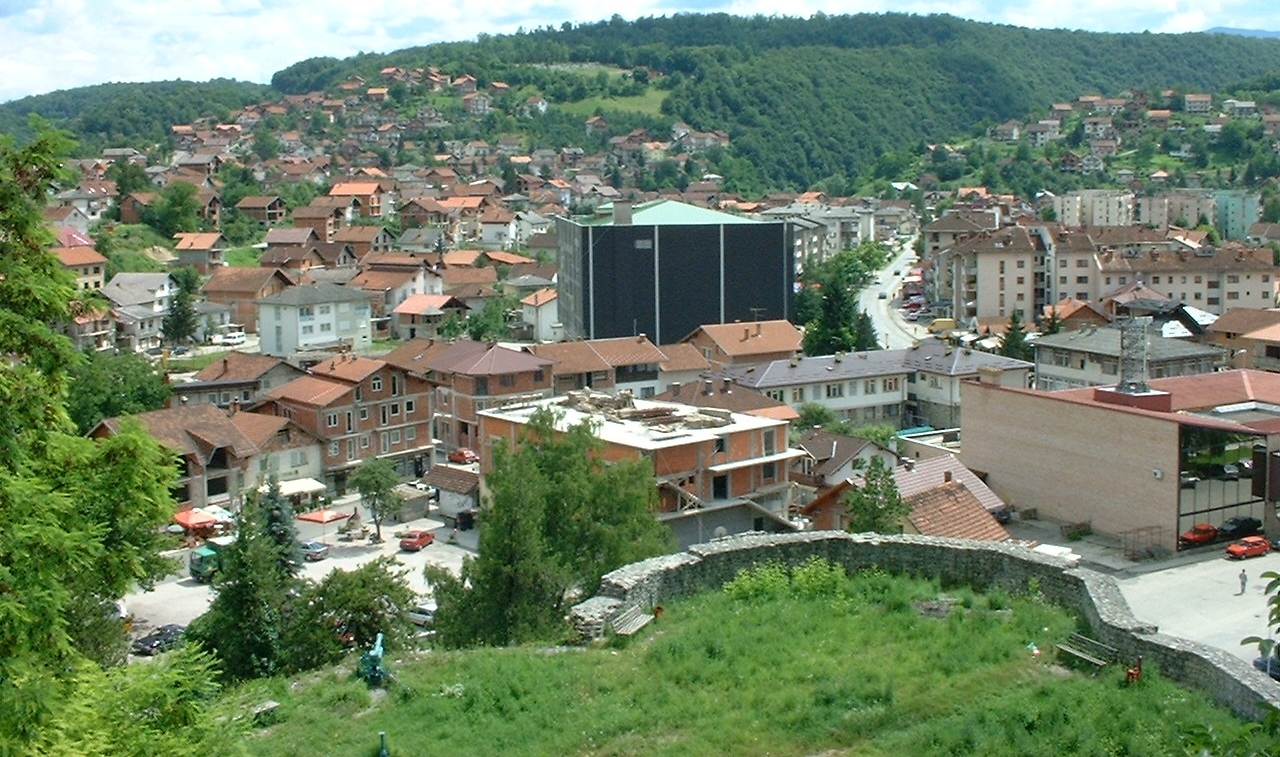
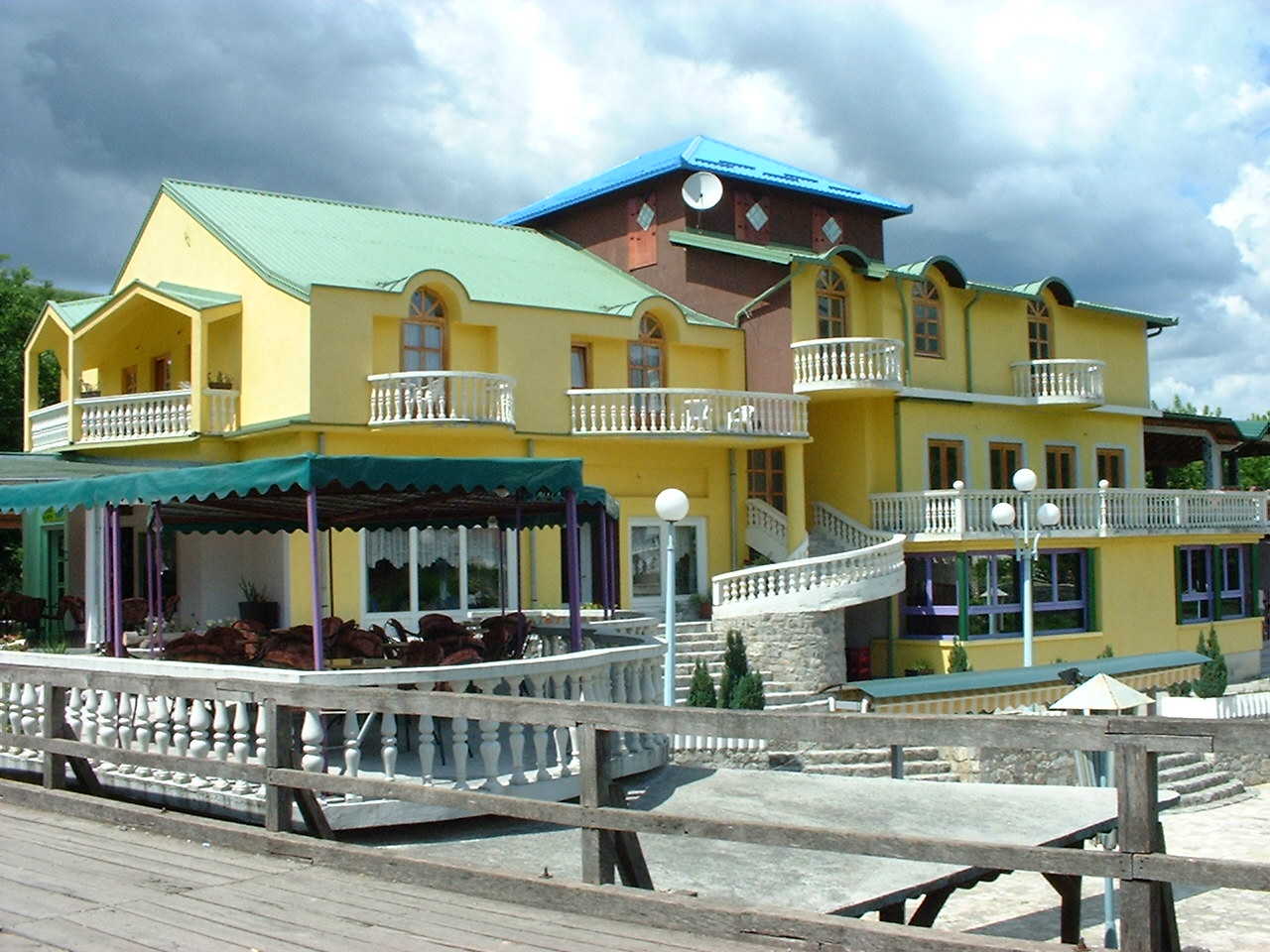
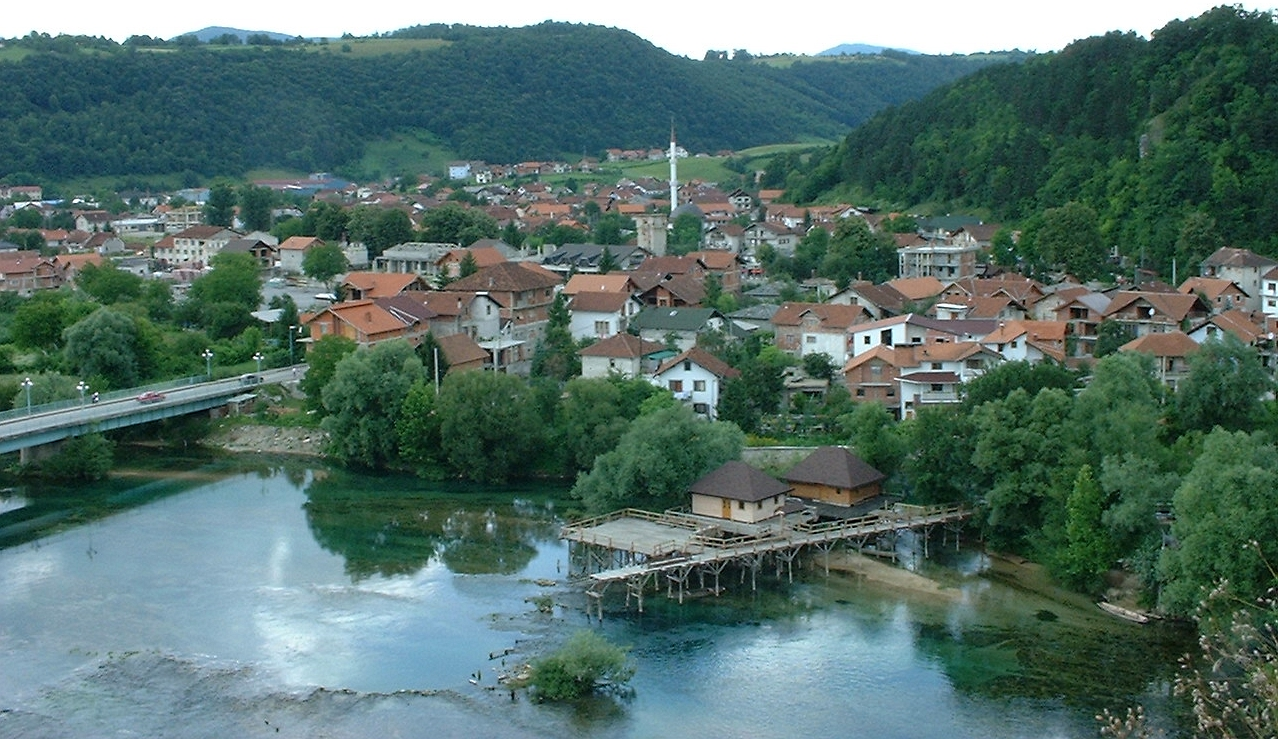
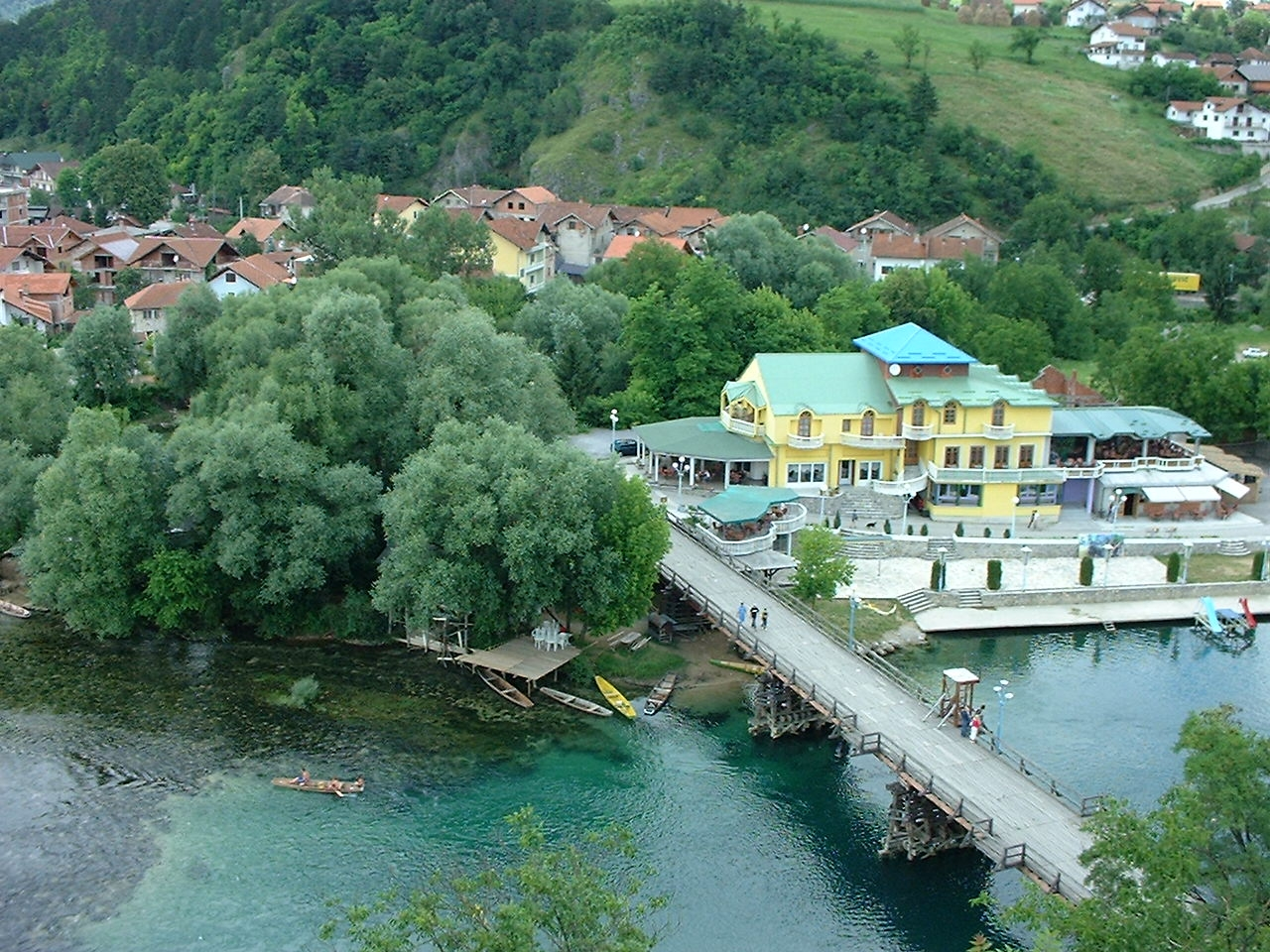